# Бахаревка (микрорайон)
Бахаревка — микрорайон в составе Индустриального района Перми.

## География
Микрорайон расположен к юго-востоку от микрорайона Нагорный, ограничен с севера улицей Свиязева, с запада улицей космонавта Леонова, с востока полосой отчуждения железной дороги, юга границей города с Пермским районом. Название связано с одноименной близлежащей станцией, название которой, в свою очередь, обусловлено близлежащей деревней Пермского района.

## История
В 1930 году здесь были учтены две деревни: Столяры (13 дворов и 76 жителей) и Сидорова (16 дворов и 32 жителя). В 1940-х годах начал застраиваться посёлок Авиагородок, связанный с организованным здесь в 1945 году Пермским военным авиационно-техническим училищем (закрыто в 1998 году). Позднее на его базе был организован Пермский колледж ФСИН, позднее институт. Сам посёлок сейчас входит в микрорайон Нагорный, зато все его южные окрестности относят к Бахаревке. В 1957 году здесь был открыт аэропорт местных линий (ныне недействующий). Давно существуют разнообразные планы застройки пустырей, оставшихся в данной местности от заброшенных объектов. Но в рамках реального развития города пока частично реализованы планы строительства нового зоопарка и развития так называемого парка Победы, заложенного ещё в 1985 году.

## Улицы
Основные улицы микрорайона: Карпинского, космонавта Леонова и Свиязева.

## Транспорт
До микрорайона доходят автобусные маршруты 4, 29, 47 и 59.

## Достопримечательности
Заброшенный аэропорт Бахаревка.